# Санаторна вулиця (Київ)
Санато́рна ву́лиця — вулиця в Дарницькому районі міста Києва, місцевість Нова Дарниця. Пролягає від Бориспільської до Тростянецької вулиці.
Прилучаються вулиці Геннадія Афанасьєва, Новодарницька, Юрія Литвинського, Юрія Шевельова і Волго-Донська.

## Історія
Вулиця виникла на початку ХХ сторіччя (не пізніше 1909 року) під назвою Микитська, простягаючись між вулицями Феодосіївською (Заслонова) та Михайлівською (Шевельова). У першій третині XX століття мала назву вулиця Чубаря, на честь радянського партійного діяча та революціонера Власа Чубаря. Сучасна назва — з 1938 року, від розташованого неподалік санаторію. У 1950-ті роки до вулиці приєднано щойно прокладену 608-ту Нову вулицю (між вулицями Юрія Шевельова і Тростянецькою), після чого вона набула сучасної довжини.

ЖК «Санаторний» (вул. Бориспільська, 4) — найвищий будинок вулиці, є домінантою на початку Санаторної від Бориспільської вулиціЖК «Санаторний» (вул. Бориспільська, 4) — найвищий будинок вулиці, є домінантою на початку Санаторної від Бориспільської вулиці